# 메르세데스-AMG GT
메르세데스-AMG GT(Mercedes-AMG GT)는 다임러 AG가 제조해 메르세데스-AMG의 브랜드로 판매되는 스포츠카다.제로백은 GTS모델의경우 3.8초이다.

## 1세대 (2014~현재)

### AMG GT (2014~2021)

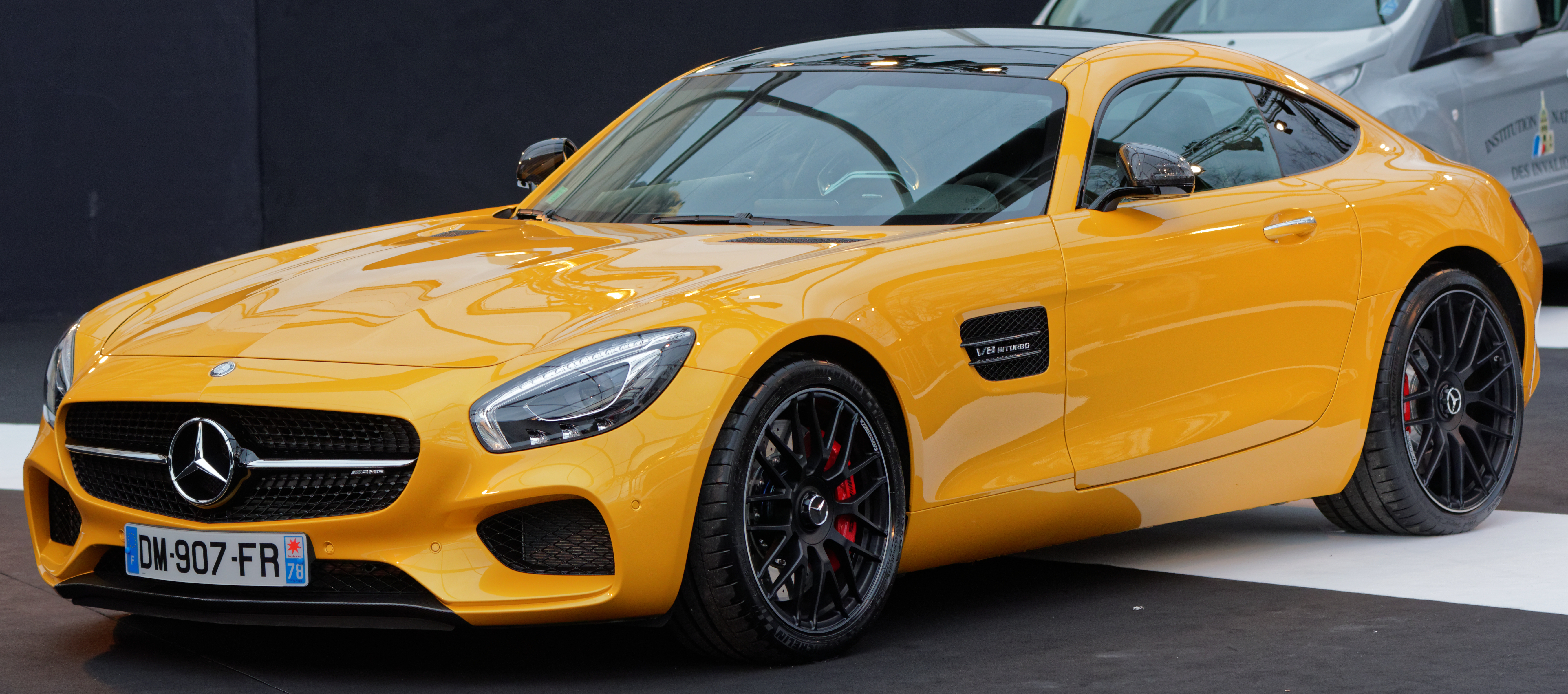
메르세데스-AMG GT 모습

이 차량의 엔트리급이며, M178 엔진이 탑재된 476마력을 내뿜는다. 제로백은 4초. 벤츠는 이것을 Hot Inside V라 부른다. 이것과 더 비싼 형제 자매의 주요 차이점은 기계적 리미티드 슬립 디퍼렌셜, 흡수성 유리 매트 배터리, AMG Dynamic Select 적응형 드라이브 트레인 시스템의 "레이스 Keyless-Go는 표준 장비와는 반대로 선택적 기능이기도 하다. GT는 앞뒤에 19인치 바퀴가 장착되어 있다. 후기형은 2018년 LA 모터쇼에 공개되었으며, 헤드램프, 프론트/리어 범퍼 디자인이 변경되었으며 전 라인업에 파나메리카나 그릴을 적용되었고 인테리어는 계기판이 아날로그식에서 전자식으로 바뀌었다. 한국에는 2020년 8월에 페이스리프트 모델이 도입되었다. 그런데, 2021년에 GT 모델은 GT C에 의하여 단종되었다.

### AMG GT S (2014~2020)

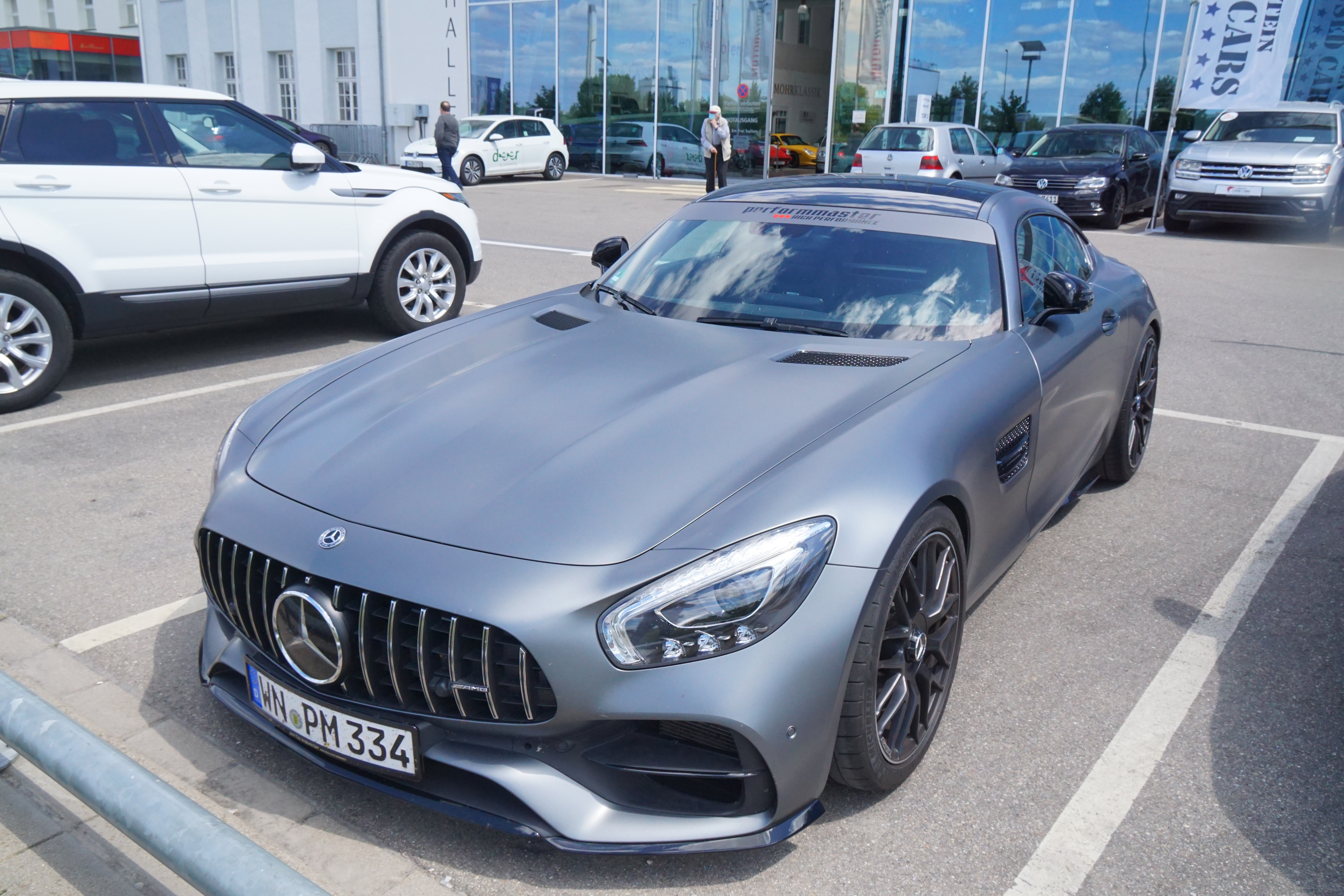
메르세데스-AMG GT S

기존의 GT보다 성능이 향상된 버전이며, 522마력, 66.3kg/m 토크를 내뿜는다. 제로백은 GT보다 적은 3.8초. 17년까지만해도, 대한민국은 GT S 모델만 판매하고 있었으나 나중 되어서야 GT가 출시되었다. 이 차가 GT를 통해 얻는 주요 기계적 차이점으로는 AMG Dynamic Select 적응형 드라이브 트레인 시스템의 전자 제어 제한 슬립 디퍼렌셜, "레이스 모드" 및 "레이스 스타트" 모드 설정, AMG 라이드 컨트롤 어댑티브 서스펜시브 시스템, 동적 플랩이 있는 AMG 퍼포먼스 배기 시스템 및 리튬 이온 배터리가 있으며, Keyless-Go는 비틀거리는 바퀴 세트(전면 19인치, 뒤쪽 20인치)와 마찬가지로 표준 장비이다.
연비는 대한민국 기준 7.3km/L. 2020년에 GT C에 의하여 단종되었다. 이 차는 2015년부터 2018년까지 F1에서 세이프티 카로 활약했던 적이 있다.

### AMG GT C (2017~현재)
GT C는 W212 E63 AMG의 마력과 같은 557마력을 내뿜으며, GT S에는 (옵션으로도) 가지고 있지 않은 더 넓은 차체 (2,007 mm (79 in))와 활성 리어 스티어링을 가지고 있다. 제로백은 3.7초. 미국에서 레인 트래킹과 AMG 다이내믹 플러스 옵션 패키지는 GT C의 표준 장비이다.
리미티드 에디션 모델인 에디션 50은 2017년 디트로이트 모터쇼에서 GT C 출시 일환으로 출시되었다. 에디션 50 기능은 designo Graphite Grey Magno와 designo Cashmere White Magno로 알려진 무광택 페인트의 두 가지 음영 선택, 블랙 크롬 외장 트림, 헤드라이트 서라운드 및 단조, 크로스 스포크 휠, 마이크로 스웨이드 래핑 스티어링 휠이 특징인 회색 퀼트 가죽 인테리어에 대한 투톤 실버 펄 또는 블랙 스티어링 휠이 장착되었다. 미국에서, 에디션 50은 50대의 쿠페와 50대의 로드스터로 반띵하여 생산되었다. 전 세계적으로, 에디션 50은 스티어링 휠의 "500 중 1"을 설명하는 500대로 생산이 제한되어있다.

### AMG GT R (2017~2021)
GT R은 Mercedes-AMG GT의 최고성능 모델이며, 2016년 6월 24일 굿우드 페스티벌에서 공개되었다. W222 S63 AMG와 CLS 63 S AMG와 같은 마력을 내뿜는 585마력이며, 최고속도는 319km/h, 제로백은 3.6초.
GT R의 옵션은 수동으로 조절 가능한 코일오버 스프링(기본 모델의 AMG 라이드 컨트롤 서스펜션과 함께), 액티브 언더바디 페어링, 수동으로 조절 가능한 리어 윙 및 9개가 달려있는 AMG 트랙션 컨트롤 시스템이 장착되어있다. 고성능 변형에 걸맞는 GT R은 Keyless-Go, 통합 차고 문 오프너, 가열 및 파워 폴딩 사이드 미러, 자동 디밍 내부 및 외부 미러를 달지 않고 GT가 함께 제공되는 기본 경량 4-스피커 오디오 시스템으로 되돌린다.
그것이 출시되었을 때, GT R은 표준 자동차, 특히 프론트 그릴의 수직 판금, 조절 가능한 후방 날개, 새로운 전방 공기 흡입구 및 새로운 전방 및 후방 디퓨저에 비해 몇 가지 외관적 변화가 있었다. GT R의 스타일링은 AMG GT3 경주용 자동차와 더 비슷하다. 그러나 기본 GT 변형은 2017년 모델 연도의 가벼운 안면 성형의 일환으로 이러한 화장품 변화 중 몇 가지를 얻었다. GT R은 2016년 11월에 판매되었고, 2017년에 출고가 시작되었다. 2018 포뮬러 원 월드 챔피언십에서 GT R은 GT S 후속으로 공식 포뮬러 1 세이프티 카가 되었다. 2020 토스카나 그랑프리 동안, 세이프티 카는 스쿠데리아 페라리의 1,000번째 그랑프리 시작을 기념하기 위해 전통적인 은보다는 빨간 도색을 달렸다. 2021 F1 시즌 동안 GT R 세이프티 카는 운전자가 안전 자동차를 가시성이 좋지 않을 가능성을 높이기 위해 전통적인 은색이 아닌 빨간색 도색(Mercedes F1 팀의 스폰서 CrowdStrike와 함께)으로 도색하였다. 2016년 뉘르부르크링 24시간 내구레이스에서 1, 2, 3위를 독식하였다. 이후 2021년 5월 대한민국에 출시되었다.

### AMG GT R Pro (2019~2020)

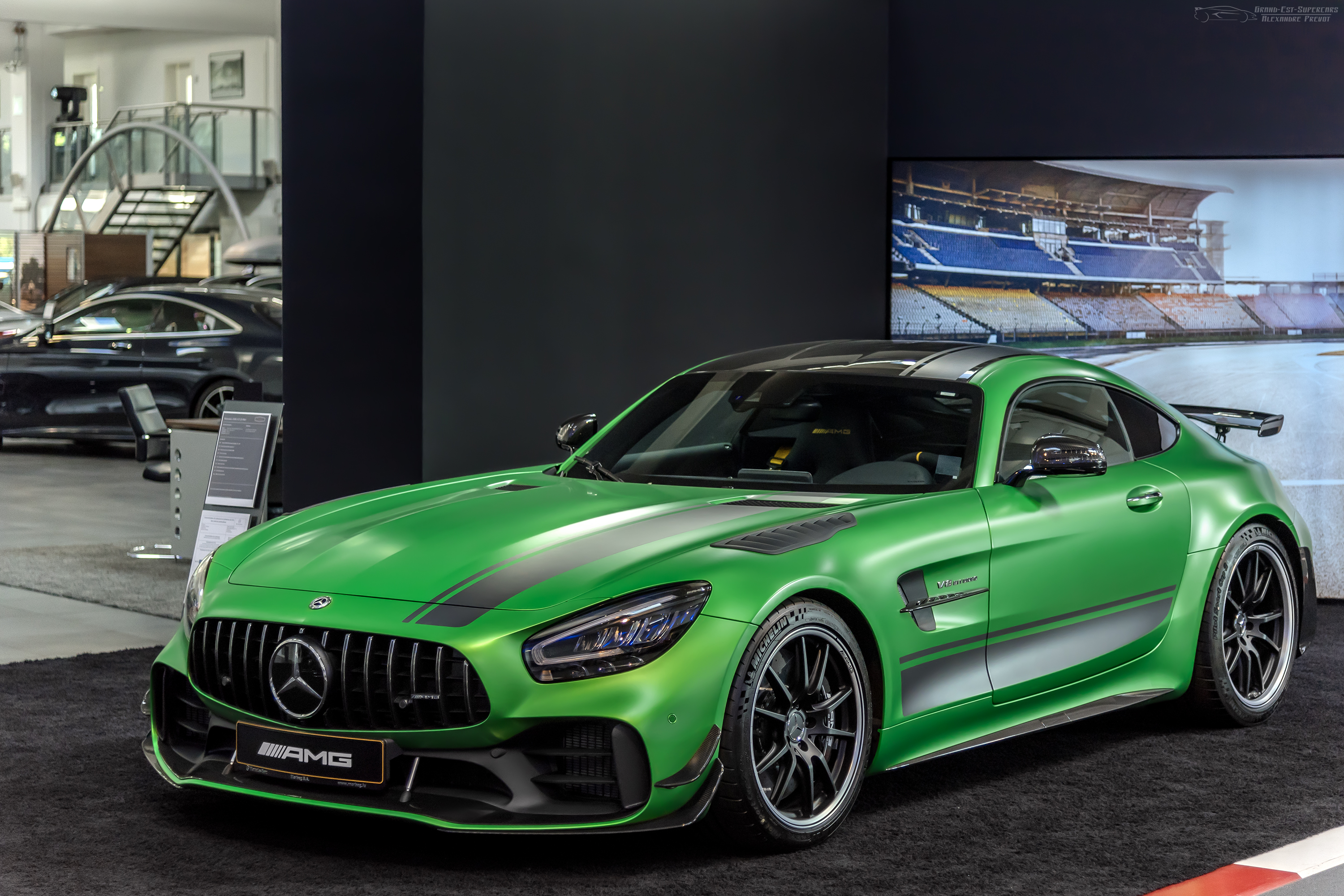
메르세데스-AMG GT R Pro

GT R을 트랙용으로 적합하게 만든 차며, 750대 한정 생산되었다. 성능은 일반 GT R이랑 똑같으며, 루프와 언더 커버를 카본 파이버로 대체했고 서스펜션은 코일오버 타입으로, 도로와 성향에 따라 세팅할 수 있는 형태로 변경되었다. 사실 GT R보다는 별 차이가 없지만 무게가 감량되고 바디 파츠를 개선해 트랙 주행 능력을 끌어올린 모델이라고 한다.

### AMG GT 로드스터, GT C 로드스터 (2017~2021(GT))

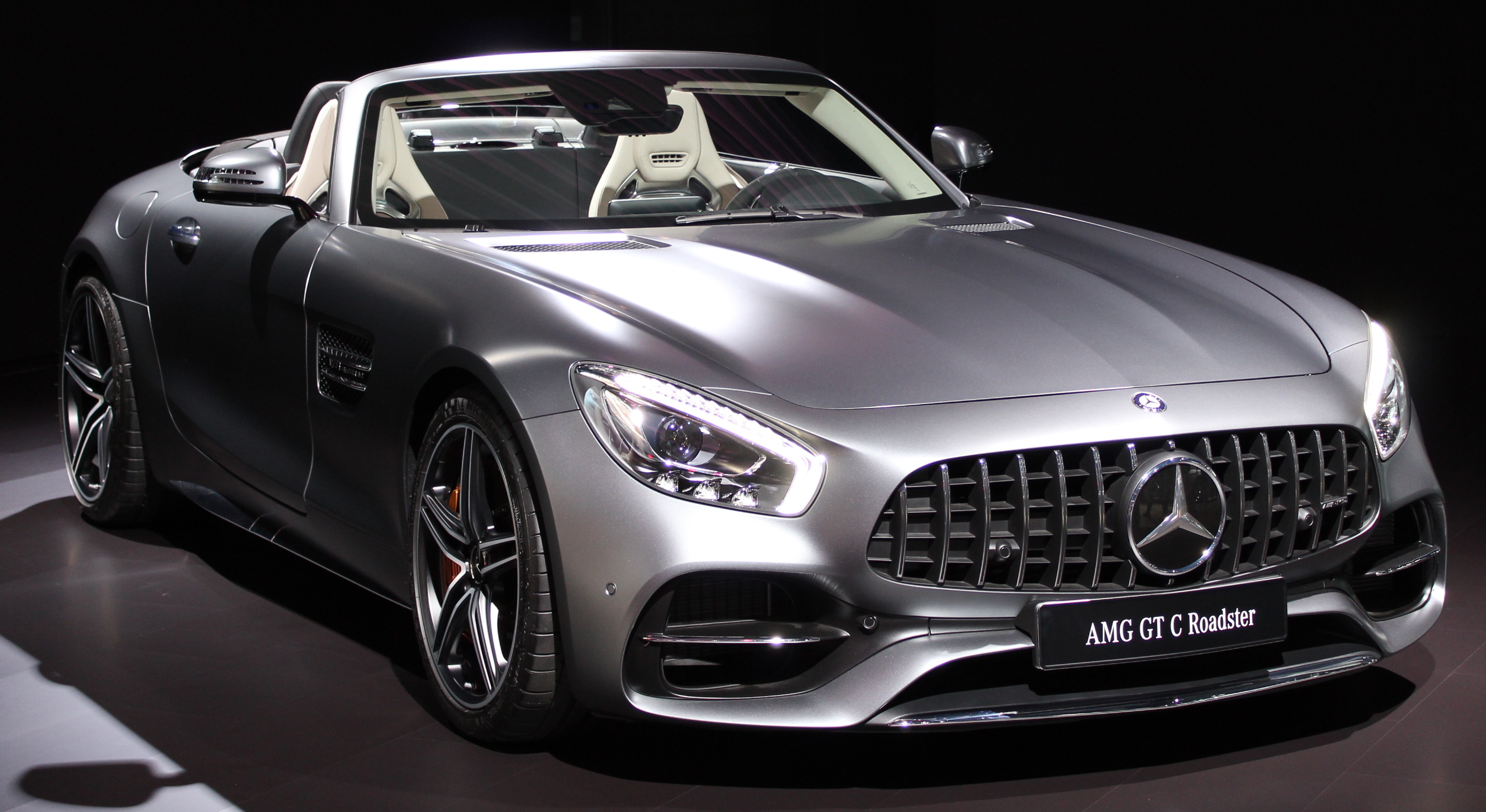
메르세데스-AMG GT C 로드스터

앞서 말한 GT, GT C의 로드스터 버전이며, 2016년 파리 모터쇼에서 공개되었다. 위 두 차량은 냉각 및 공기 흐름 성능을 돕기 위해 GT R 변형에 있는 활성 공기 관리 시스템을 활용한다. GT C 로드스터는 GT C 쿠페의 더 넓은 차체를 유지하고 있으며, GT 로드스터는 GT 쿠페에 비해 최종 드라이브가 더 긴 첫 번째 및 하부 7기어를 약간 더 높게 가지고 있다. GT 및 GT C 로드스터는 알루미늄, 마그네슘 및 강철 구조물을 중심으로 제작된 3층 패브릭 지붕을 특징으로 하며, 검은색, 빨간색 또는 베이지색으로 제공되며, 시속 50km/h(31mph)의 속도까지 11초 안에 열리고 닫을 수 있다. 후술할듯 GT는 2021년에 GT C에 의해 단종되었다.

### AMG GT 나이트 다크 에디션 (2021)
중국에서만 판매되며, 가격은 중국 돈으로 1,468,800위안이다.

### AMG GT 블랙 시리즈 (2021~현재)
블랙 시리즈는 메르세데스-AMG GT의 역대 최!최고성능 모델이며, 2020년 7월 9일 메르세데스-AMG의 유튜브 채널에서 실시간으로 공개되었다. 트윈터보 4L V형 8기통 엔진을 장착하여, 730마력을 내뿜는다. M178 LS2라고 불리는 이 엔진은 GT R의 7,000 rpm에 비해 7,200 rpm에서 약간 더 높은 레드라인을 가지고 있으며, 크로스 플레인 크랭크축 대신 평면 크랭크축을 사용하여 다른 발사 순서로 나간다. 게다가, M178 LS2는 더 큰 압축기 휠을 사용하므로 GT R의 19.6 psi에서 24.6 psi로 부스트가 증가한다. GT 블랙 시리즈는 3.2초 만에 0에서 100km/h(62mph)로 가속하며 최고 속도는 325km/h(202mph)이다.
서스펜션은 전면 액슬에 대한 두 가지 조정 설정을 갖춘 탄소 섬유 안티 롤 바와 리어 액슬에 대한 세 가지 조정 설정을 갖춘 철 안티 롤 바와 함께 독특하다. 이전의 블랙 시리즈 차량과 마찬가지로, 캠버는 전면 및 후면 액슬 모두에 대해 수동으로 조절할 수 있다. 전방 및 후방의 탄소 섬유 패널과 탄소-세라믹 브레이크 로터 및 Black Series 특정 브레이크 패드로 취급이 개선되었다. 날개는 능동 에어로 플랩을 가지고 있으며, 249 km/h (155 mph)에서 400 kg (882 lb) 이상의 총 최대 다운포스에 기여한다. 미슐랭 파일럿 컵 2 R 타이어는 차에 특이하며, M01A 소프트와 M02 하드 컴파서로 제공된다.
탄소 섬유는 후드, 지붕, 해치 및 하체를 포함한 대부분의 신체에 광범위하게 사용된다. 외부는 Mercedes-AMG GT3, 후드의 대형 에어 콘센트, 수동 조절 가능한 프론트 스플리터 및 주요 공기 역학 키트의 일부로 업그레이드된 리어 윙을 기반으로 그릴을 확대한다. 내부는 표준 AMG 성능 버킷 시트를 갖추고 있으며 스티어링 휠, 도어 및 계기판에 극세사를 사용한다.

#### AMG GT 블랙 시리즈 P1 (2021)
AMG GT 블랙 시리즈가 이번 7월에 출시되고 얼마되지 않아 스페셜 에디션이 발표되었다. 메르세데스 F1 팀의 타이틀 스폰서인 페트로나스의 상징 컬러인 청록색으로 10스포크 19인치 휠과 20인치 림, 사이드 스커트, 시트 및 헤드레스트 레터링 등에 포인트가 되어있는 것이 특징이다.
이 모델은 메르세데스-AMG 원 구매자들에게만 제공되며, 275대 한정 생산 그리고 가격은 5억 260만원이다. 메르세데스-AMG 원 출시 지연에 지친 구매자들에게 팬심으로 제공해주었다.
유럽의 배기음 규제로 인해 진공청소기보다 못한 무음의 소리를 낸다. GT R의 경우 스포츠+ 모드에서 거의 수류탄 터지는 소리가 나는거에 비교가 된다.

## 생산 및 판매량
| 년도 | 생산 | 미국 판매량 |
| ---- | ---- | ----------- |
| 2015 |      | 1,277       |
| 2016 |      | 1,227       |
| 2017 |      | 1,608       |
| 2018 |      | 1,525       |

## 경쟁 차량
- BMW - BMW BMW M8
- 닛산 - 닛산 닛산 GT-R
- 람보르기니 - 람보르기니 람보르기니 우라칸
- 마세라티 - 마세라티 마세라티 MC20
- 맥라렌 - 맥라렌 맥라렌 아투라
- 쉐보레 - 쉐보레 콜벳 Z06
- 아우디 - 아우디 아우디 R8
- 포르쉐 - 포르쉐 911

## 기타
독일의 완구 기업 브루더에서 AMG GT 다이캐스트를 메르세데스의 라이센스가 없는 상태로 발매하였다. 반대로 메르세데스 AMG의 모기업이 출시한 스프린터를 라이센스가 있는 상태로 발매하였다.